# Чернявка (Черкасская область)
Чернявка (укр. Чорнявка) — село в Черкасском районе Черкасской области Украины.

## Население
Население по переписи 2001 года составляло 883 человека.

### Языковой состав
Родной язык населения по данным переписи 2001 года:
| Язык       | Численность, чел. | Доля     |
| ---------- | ----------------- | -------- |
| Украинский | 862               | 97,63 %  |
| Русский    | 21                | 2,37 %   |
| Итого      | 883               | 100,00 % |

## История
В 1860 году по распоряжению палаты государственных имуществ была заложена деревянная Петропавловская церковь, окончательно достроена в 1863. В июле 1995 года Кабинет министров Украины утвердил решение о приватизации находившегося здесь совхоза. В июле 2015 года в церкви случился пожар, храм полностью сгорел. 

## Местный совет
19646, Черкасская обл., Черкасский р-н, с. Чернявка, ул. Гагарина, 26